# 20 Forthlin Road
Le 20 Forthlin Road à Liverpool est la maison d'enfance de Paul McCartney, célèbre musicien britannique, bassiste des Beatles. Elle appartient désormais au National Trust. C'est le lieu où le duo Lennon/McCartney a composé la majorité des premières chansons des Beatles.